# بوریس برزوفسکی

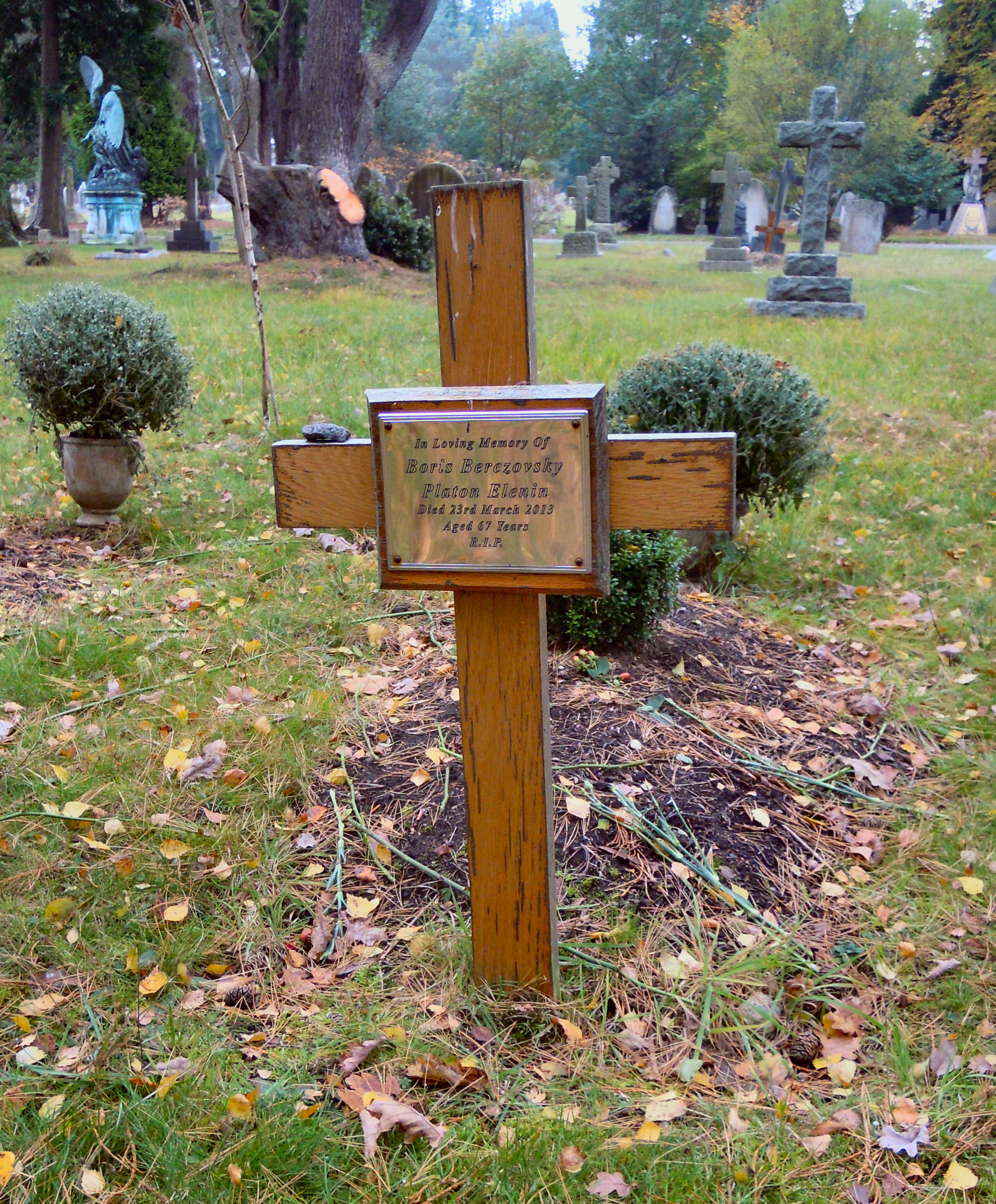
قبر برزوفسکی در سال ۲۰۱۶

بوریس برزوفسکی (به روسی: Бори́с Абра́мович Березо́вский)، (۲۳ ژانویه ۱۹۴۶ – ۲۳ مارس ۲۰۱۳) ریاضیدان، سرمایه‌دار و سیاستمدار روس بود که پیش‌تر از متحدان ولادیمیر پوتین رئیس‌جمهوری روسیه بود ولی از سال ۲۰۰۰ میلادی تبدیل به یکی از مخالفان سرسخت او شده و به بریتانیا تبعید شده بود. جسد برزوفسکی در ۲۳ مارس ۲۰۱۳ در منطقه اسکوت در ۴۰ کیلومتری لندن در منزلش پیدا شد.

## زندگی
او در سال ۱۹۴۶ در مسکو به دنیا آمد در سال ۱۹۶۸ در رشته ریاضیات کاربردی فارغ‌التحصیل شد. از سال ۱۹۶۹ الی ۱۹۸۷ به عنوان مهندس کار می‌کرد و سپس رئیس آزمایشگاه آکادمی علوم شوروی گردید. با شروع پروسترویکا وی توانست به عنوان مدیر ارشد در آوتوواز مشغول به کار شود. در زمان حکومت بوریس یلتسین همکاری نزدیکی با وی داشت و توانست به یکی از سرمایه‌داران عمده روسیه تبدیل شود و علاوه بر فعالیت سیاسی، چند روزنامه و شبکه اول تلویزیون روسیه را خریداری نمود. هرچند در سال ۲۰۰۰ از نامزدی ولادیمیر پوتین برای رئیس‌جمهوری از وی حمایت کرد ولی بزودی از کار برکنار و به انگلستان پناهنده شد. او گفت «من بین زندانی سیاسی یا پناهنده سیاسی بودن، دومی را انتخاب کردم».

## مرگ
درتاریخ ۲۳ مارس ۲۰۱۳ جسد وی در داخل آپارتمان او در آسکوت برکشایر در حومه لندن پیدا شد. وکیل وی ادعا کرده‌است که به‌علت افسردگی و فقر مالی او دست به خودکشی زده‌است ولی عده‌ای از دوستان نزدیکش موضوع خودکشی را رد کرده‌اند.
بنا به گفته پلیس که برطبق یافته‌های کالبدشکافی بوده، علت مرگ حلق‌آویز شدن بوده و علائم کشمکش و زدوخورد وجود نداشته‌است.